# 克羅伊卡爾峰

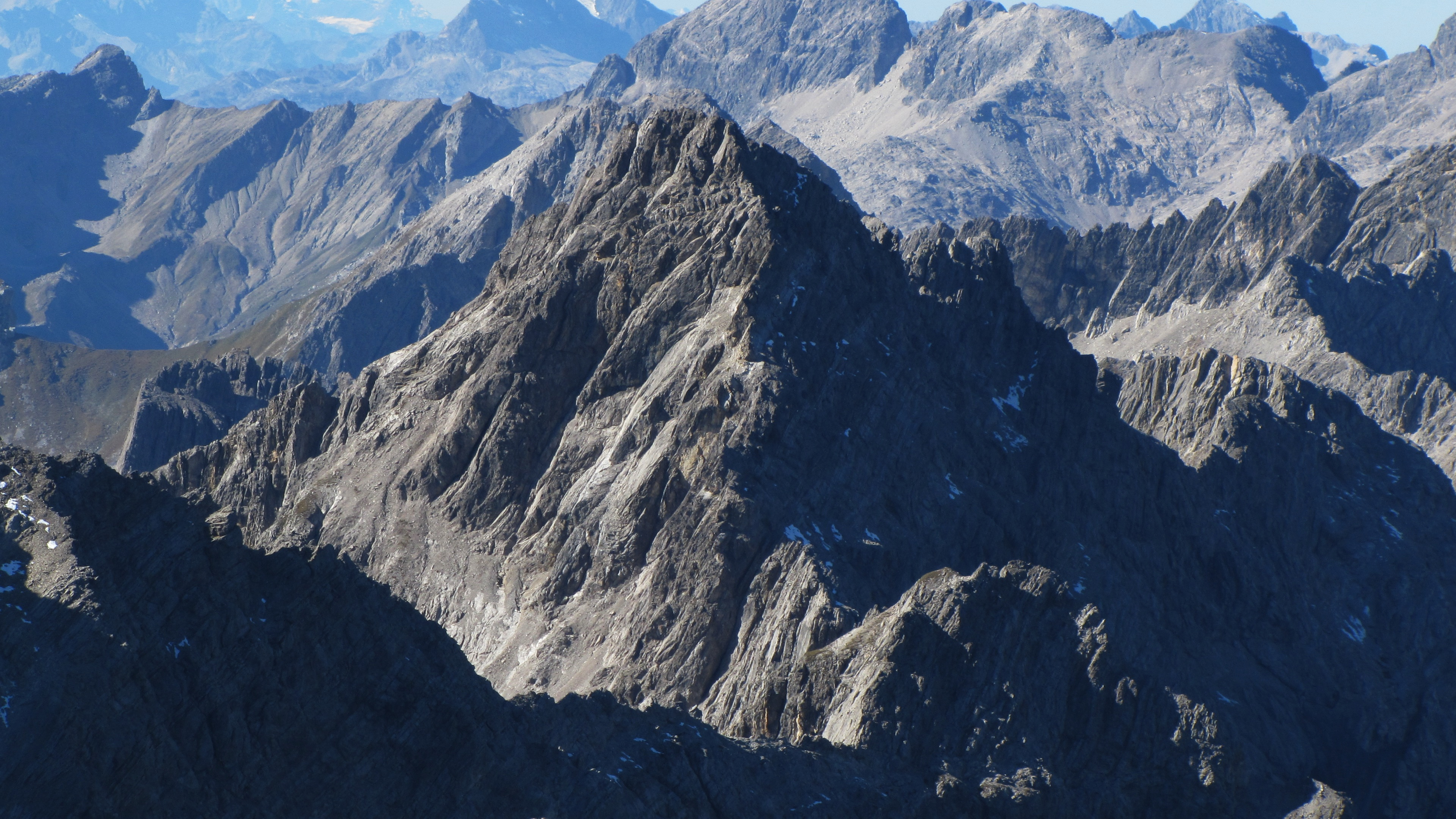

47°19′25″N 10°25′31″E / 47.32361°N 10.42528°E
克羅伊卡爾峰（德語：Kreuzkarspitze），是奧地利的山峰，位於該國西部，由蒂羅爾州負責管轄，屬於阿爾高阿爾卑斯山脈的一部分，距離諾彭峰1公里，海拔高度2,587米，每年平均降雨量1,730毫米。